# Stenostephanus clarkii
Stenostephanus clarkii är en akantusväxtart som beskrevs av Wassh.. Stenostephanus clarkii ingår i släktet Stenostephanus och familjen akantusväxter. Inga underarter finns listade i Catalogue of Life.